# سکس و عشق
«سکس و عشق» (به انگلیسی: Sex and Love) دهمین آلبوم خواننده و ترانه‌سرای اسپانیایی، انریکه ایگلسیاس است که در ۱۸ مارس ۲۰۱۴ منتشر شد.